# Kaindorf an der Sulm
Kaindorf an der Sulm ist eine ehemalige Marktgemeinde im Bezirk Leibnitz (Steiermark) mit 2552 Einwohnern (Stand: 1. Jänner 2015) und einer Fläche von 6,55 km². Im Rahmen der Gemeindestrukturreform in der Steiermark wurde sie mit 1. Jänner 2015 gemeinsam mit der zuvor ebenfalls selbständigen Gemeinde Seggauberg in die Stadtgemeinde Leibnitz eingemeindet.
Grundlage dafür war das Steiermärkische Gemeindestrukturreformgesetz – StGsrG.

## Gliederung
Die ehemalige Gemeinde bestand aus drei Katastralgemeinden (Fläche Stand 31. Dezember 2023):
- Grottenhofen (263,25 ha)
- Kaindorf an der Sulm (208,65 ha)
- Kogelberg (183,27 ha)

Zur Gemeinde gliederte sich in drei Ortschaften (Einwohner Stand 1. Jänner 2024):
- Grottenhof (175)
- Kaindorf (2660)
- Kogelberg (89)

### Nachbargemeinden bis Ende 2014
|           | Tillmitsch                                  |          |
| Heimschuh | Kompassrose, die auf Nachbargemeinden zeigt | Gralla   |
|           | Seggauberg                                  | Leibnitz |

## Geschichte

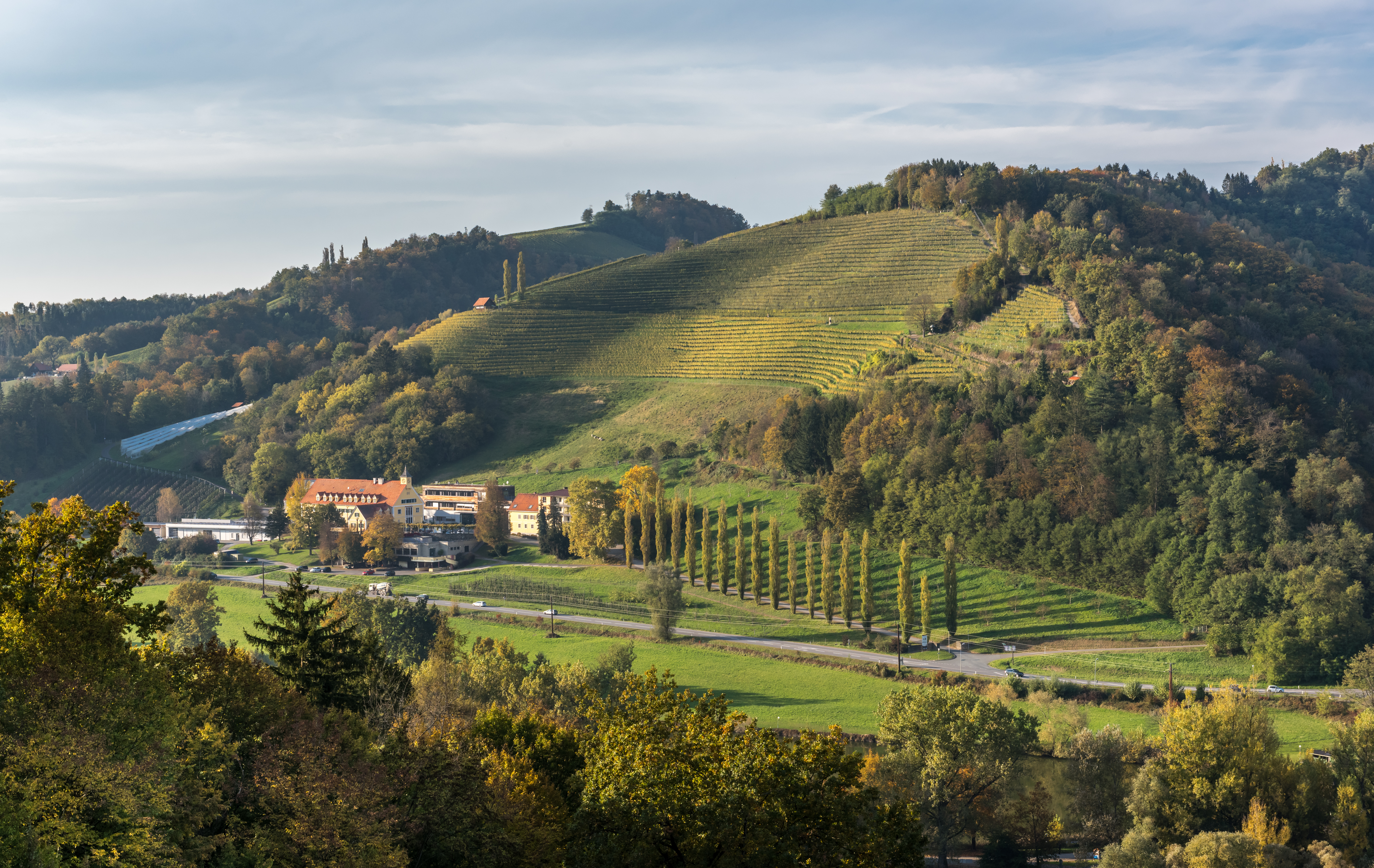
Silberberg, Fachschule für Weinbau und Kellerwirtschaft

Seit 1. Juni 1951 führte die Gemeinde Kaindorf den Zusatz an der Sulm (wegen Verwechslungen mit der Gemeinde Kaindorf bei Hartberg).
Am 22. September 2013 wurde in einer Bürgerbefragung mit knapper Mehrheit von 391 Stimmen (Pro) zu 388 (Contra) Stimmen der freiwilligen Fusion mit der Stadtgemeinde Leibnitz zugestimmt.

## Kultur und Sehenswürdigkeiten

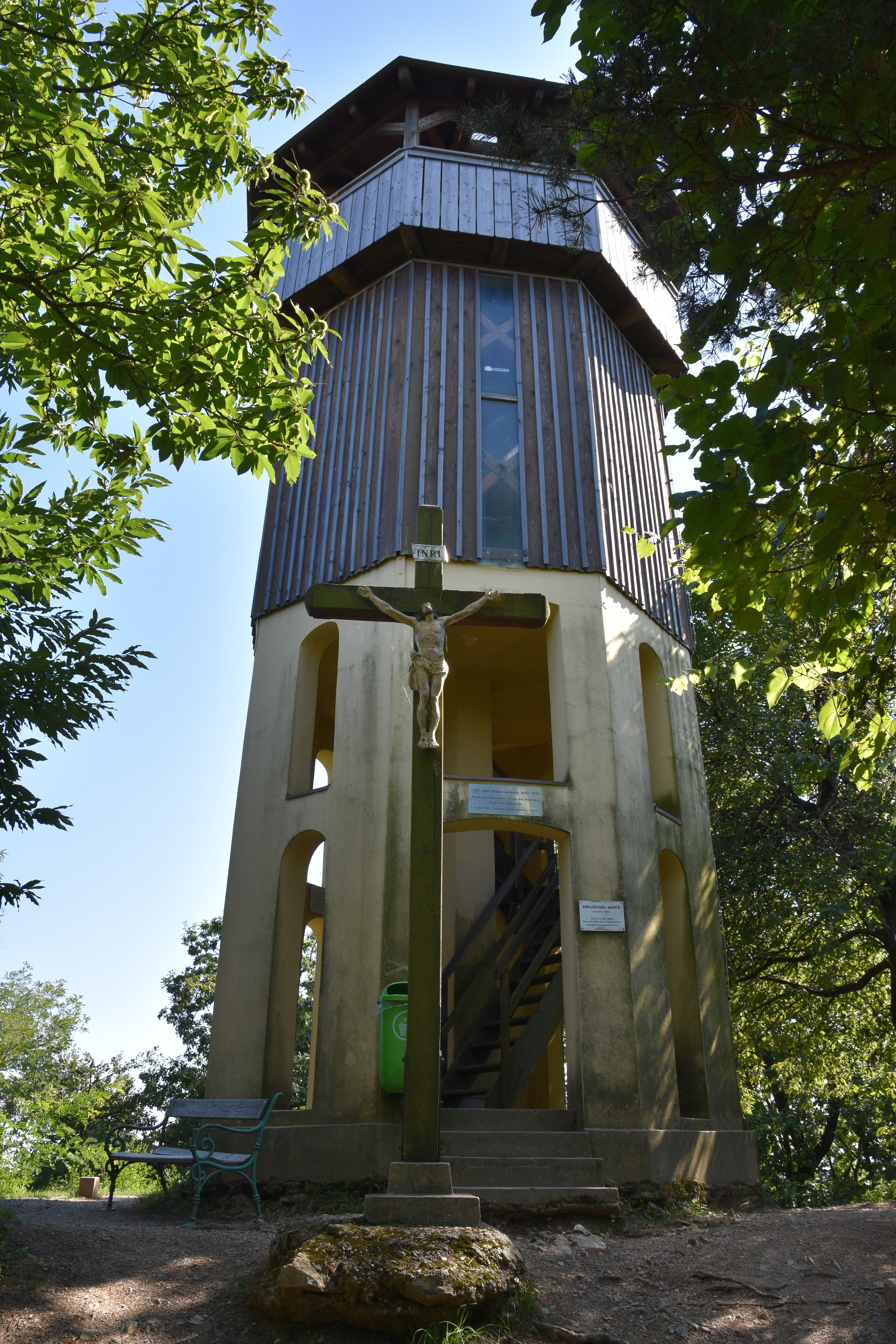
Kreuzkogelwarte

- Die Kreuzkogelwarte ist ein zwei Kilometer westlich des Ortes gelegener historischer Aussichtspunkt auf dem Kogelberg. Der untere gemauerte Teil von 1849/50 wurde 1988/89 bereits ein zweites Mal durch ein hölzernes Stockwerk erhöht.[6]

## Wirtschaft und Infrastruktur

### Bildung
- HTBLA Kaindorf
- Fachschule für Weinbau und Kellerwirtschaft und Weingut Silberberg[7]

## Politik
Bei der letzten Gemeinderatswahl 2010 vor der Auflösung der Gemeinde ergab sich folgende Mandatsverteilung im Gemeinderat: 10 ÖVP, 4 SPÖ und 1 FPÖ.

## Persönlichkeiten

### Söhne und Töchter der Gemeinde
- Vinzenz Strohmaier (1890–1961), Politiker (CSP)
- Wenzel Gernot (* 1974), österreichischer Judoka, Weltcupmedaillengewinner, EM- und WM-Teilnehmer[9]

### Mit der Gemeinde verbundene Persönlichkeiten
- Carl Rotky (1891–1977), Maler und Graphiker